# 능력 (법률)
능력(能力)은 법에서 당사자가 될 수 있는 자격이나 일정한 행위를 할 수 있는 자격을 의미한다. 이러한 능력이 없는 자를 제한능력자(무능력자)라고 한다.

## 권리능력
권리능력은 권리의 주체가 될 수 있는 자격이다. 법인격(法人格)이라고도 한다. 현대 사법(私法) 체계에서는 권리만 있고 의무는 없는 주체라든가 의무만 있고 권리는 없는 주체는 없으므로 권리의 주체는 당연히 의무의 주체이기도 하다. 권리와 의무의 주체를 인(人)이라고 하며, 인에는 자연적 생물로서의 사람인 자연인(自然人)과 일정한 목적일 가진 사람이나 재산의 모임에 법인격을 부여한 법인(法人)이 있다.

## 행위능력
행위능력은 스스로 법률행위를 할 수 있는 자격이다. 행위능력을 가진 자가 한 법률행위는 법적 구속력을 가진다. 자연인은 그의 지적 능력과 관계없이 권리능력이 부여되나 지적 능력이 떨어지는 자가 법률행위를 할 경우 의도하지 않은 의무를 부담할 수 있으므로 법은 일정한 지적 능력을 갖추지 못하였다고 판단되는 자에 대한 획일적인 기준을 정하고 이러한 기준을 충족하는 자를 행위무능력자로 보호한다. 행위무능력자는 스스로 완전한 법률행위를 할 수 없으며, 법정대리인의 동의를 얻지 않은 법률행위는 법정대리인이 취소할 수 있다. 다만 법정대리인이 대리하여 법률행위를 하거나 법정대리인의 동의를 얻어 법률행위를 할 수 있다.

## 수령능력
수령능력은 의사표시를 수령할 수 있는 자격이다. 행위능력이 능동적으로 의사표시를 할 수 있는 반면 수령능력은 수동적으로 의사표시를 받을 수 있는 능력이다. 수령능력을 가진 자가 의사표시를 수령하면 의사표시로서 효력이 발휘된다. 수령능력이 없는 자를 수령무능력자라고 하며 수령무능력자에게 의사표시를 수령하여도 의사표시로서 효력이 발휘되지 않는다. 수령능력은 행위능력과 대비되는 개념이므로 행위능력이 없으면 수령능력도 없다.

## 등기능력
등기의 당사자가 될 수 있는 자격이다. 부동산 등기를 물권 변동의 성립요건으로 취하는 법에서 등기를 하지 않으면 물권의 변동은 일어나지 않으므로 등기능력이 없으면 부동산 물권에 대하여 당사자가 될 수 없다. 권리능력 없는 사단은 설립등기를 경료하지 않았기 때문에 권리능력을 부여받지 않아 원칙적으로 권리와 의무의 주체가 될 수는 없지만 부동산등기법에 의해 등기능력은 인정되므로 부동산을 소유하거나 처분할 수 있다.